# Gnomoniella nana
Gnomoniella nana är en svampart som beskrevs av Rehm 1903. Gnomoniella nana ingår i släktet Gnomoniella och familjen Gnomoniaceae.   Inga underarter finns listade i Catalogue of Life.
I den svenska databasen Dyntaxa används istället namnet Ophiognomonia nana för samma taxon.  Arten är reproducerande i Sverige.